# Hypericum huber-morathii
Hypericum huber-morathii es una especie de planta con flores de la familia del hipérico Hypericaceae. Es una pequeña hierba perenne con pocos tallos. Tiene tallos estrechos y frágiles, hojas gruesas, flores en racimos de número variable, pétalos amarillos pequeños, alrededor de veinte estambres y tres estilos. H. huber-morathii está estrechamente relacionado con H. minutum y H. sechmenii, y también comparte características con H. lanuginosum. La planta es endémica de Turquía y se encuentra entre rocas de caliza en una región limitada del suroeste de Anatolia. Excluida originalmente de una monografía exhaustiva de Hypericum, su posición dentro del género no está clara. Ha sido ubicada tanto en la sección Adenosepalum como en la sección Origanifolium.

## Etimología
El nombre del género Hypericum posiblemente derive de las palabras griegas hyper (sobre) y eikon (imagen), en referencia a la tradición de colgar la planta sobre iconos religiosos en el hogar. El botánico suizo Arthur Huber-Morath fue el primero en recolectar la especie, y el epíteto específico huber-morathii hace referencia a él. En turco, la planta se conoce como özge kantaron.

## Descripción
Hypericum huber-morathii es una pequeña hierba perenne que crece entre 8 y 15 centímetros de altura. Es completamente lampiña, con pocos tallos que crecen erguidos desde una base mayormente plana. Generalmente no se ramifican por debajo de los racimos florales. Los tallos son estrechos, aproximadamente cilíndricos, de textura frágil y carecen de glándulas. Las hojas tienen un pecíolo muy corto o están casi directamente unidas al tallo. Las láminas foliares miden 0,5–0,9 cm de largo por 0,4–0,6 cm de ancho y tienen forma de óvalo oblongo a ancho o un óvalo más triangular. Son bastante gruesas, con una punta redondeada y una base plana o en forma de cuña ancha. Presentan numerosas glándulas pálidas en la superficie de la hoja, mientras que hay grupos densos de glándulas negras a lo largo de sus bordes.
Las flores se agrupan en racimos que varían ampliamente en número. Suelen ser de 3 a 12 por racimo, aunque se han observado hasta 30. La forma del racimo puede ser algo similar a un corimbo, una pirámide ancha o, rara vez, más cilíndrica. Las flores miden aproximadamente 0,8 cm de ancho y crecen desde dos o tres nudos. Las brácteas, similares a hojas, son oblongas y tienen glándulas negras. Los sépalos miden alrededor de 0,25 cm de largo y 1,5 cm de ancho; son todos del mismo tamaño y se superponen. Tienen numerosas glándulas negras en forma de puntos en su superficie y bordes. Los pétalos de la planta son pequeños y amarillos, con forma de lanza roma. Presentan una o dos glándulas negras en sus bordes. Cada flor tiene entre 18 y 20 estambres y 3 estilos, y su ovario mide 0,15 cm de largo.
Hypericum huber-morathii se distingue de sus parientes más cercanos, H. sechmenii y H. minutum, por varias características: tallos más largos, mayor número de flores por racimo, sépalos más puntiagudos, glándulas negras en lugar de ámbar en los pétalos y un período de floración más temprano en junio. En general, su apariencia está entre la de H. lanuginosum y H. minutum.

## Taxonomía
La especie fue descrita por primera vez como Hypericum huber-morathii por Norman Robson en 1967 en la revista Notes from the Royal Botanic Garden, Edinburgh. Originalmente fue excluida por error de una monografía exhaustiva del género Hypericum por Robson, junto con las especies relacionadas H. formosissimum y H. minutum. Una edición posterior en 1996 corrigió el error y discutió la morfología y las relaciones de H. huber-morathii. Sin embargo, introdujo ambigüedad sobre a qué sección de Hypericum pertenece. Robson reconoció que esta especie y las otras dos excluidas deberían haberse incluido en su tratamiento de sect. Adenosepalum, pero luego abogó por su inclusión en sect. Origanifolia basándose en la estructura de sus vitas, lo que las relacionaría más con Hypericum aviculariifolium en esta última sección. Según Robson, eliminar estas tres especies, junto con otras relacionadas con Hypericum elodeoides, resultaría en un sect. Adenosepalum «purificado» que formaría un «grupo natural» de especies.
La contradicción se complicó aún más con la inclusión posterior de la especie por Norman Robson y su colega David Pattinson dentro de un «grupo Huber-morathii» en sect. Adenosepalum en la edición en línea de la monografía en 2013. Bajo esa clasificación, la ubicación de Hypericum huber-morathii se resumió como sigue:
Hypericum
Hypericum subg. Hypericum
Hypericum sect. Adenosepalum
Grupo Huber-morathii
H. decaisneanum – H. formosissimum – H. huber-morathii – H. minutum – H. sechmenii
El nombre fue aceptado nuevamente en 2010 en un análisis cladístico del género y en una revisión de la taxonomía de Hypericum por Robson y Sara Crockett en 2011, aunque ninguno de los informes aclaró su clasificación dentro del género.

## Distribución, hábitat y ecología
Hypericum huber-morathii es una de las ocho especies de Hypericum sect. Adenosepalum nativas de Turquía. Su holotipo fue recolectado a 19 kilómetros al oeste de Korkuteli en la provincia de Antalya en Anatolia. El hábitat de la especie se encuentra entre rocas de caliza a altitudes de 1.200–1.250 metros, donde se asocia con Centaurea werneri, otra hierba perenne turca. Un registro de plantas de 1997 del Centro de Monitoreo de la Conservación del Ambiente clasificó la especie como un «endémico de un solo país» en Turquía y la consideró «rara».
La propagación de Hypericum huber-morathii se realiza sembrando semillas en primavera, apenas cubriéndolas con tierra. Luego se dejan germinar durante 1–3 meses a una temperatura de 10–16 °C. Las plantas crecen mejor en grietas rocosas secas y soleadas, con protección contra la humedad invernal. La división se hace en primavera, mientras que las estacas se toman a finales del verano.